# Lazzaro Bastiani
Lazzaro Bastiani († 1512) war ein italienischer Maler der Renaissance.

## Biographie
Von dem in der zweiten Hälfte des 15. Jahrhunderts bis zu Beginn des 16. Jahrhunderts hauptsächlich in Venedig tätigen Maler sind weder sein Geburtsdatum noch sein Geburtsort bekannt. Vermutlich wurde er vor 1431 geboren. 1449 ist er erstmals als Maler in der Lagunenstadt dokumentiert. 1460 schuf er eine mittlerweile verlorengegangene Pala für die Kirche San Samuele im Sestiere San Marco. Es folgten weitere Arbeiten in Venedig. So fertigte er 1479 eine David-Historie für die Scuola Grande di San Marco an, und im Jahr darauf eine Geburt Christi für die Kirche Sant’Elena.
Bastiani gehörte seit 1479 der Bruderschaft des St. Hieronymus an und war seit 1494 zudem Mitglied der Bruderschaft der Scuola Grande di San Marco. Seine Frühwerke sind von den Arbeiten von Andrea Mantegna und nach Meinung einiger Kritiker von Andrea del Castagno beeinflusst. Seine Spätwerke wurden vor allem von Jacopo Bellini, Gentile Bellini und Squarcione geprägt. Als Lehrer von Vittore Carpaccio hatte er einen großen Einfluss auf dessen künstlerische Entwicklung. 

## Werke (Auswahl)
Bastiani schuf hauptsächlich Altarretabel.

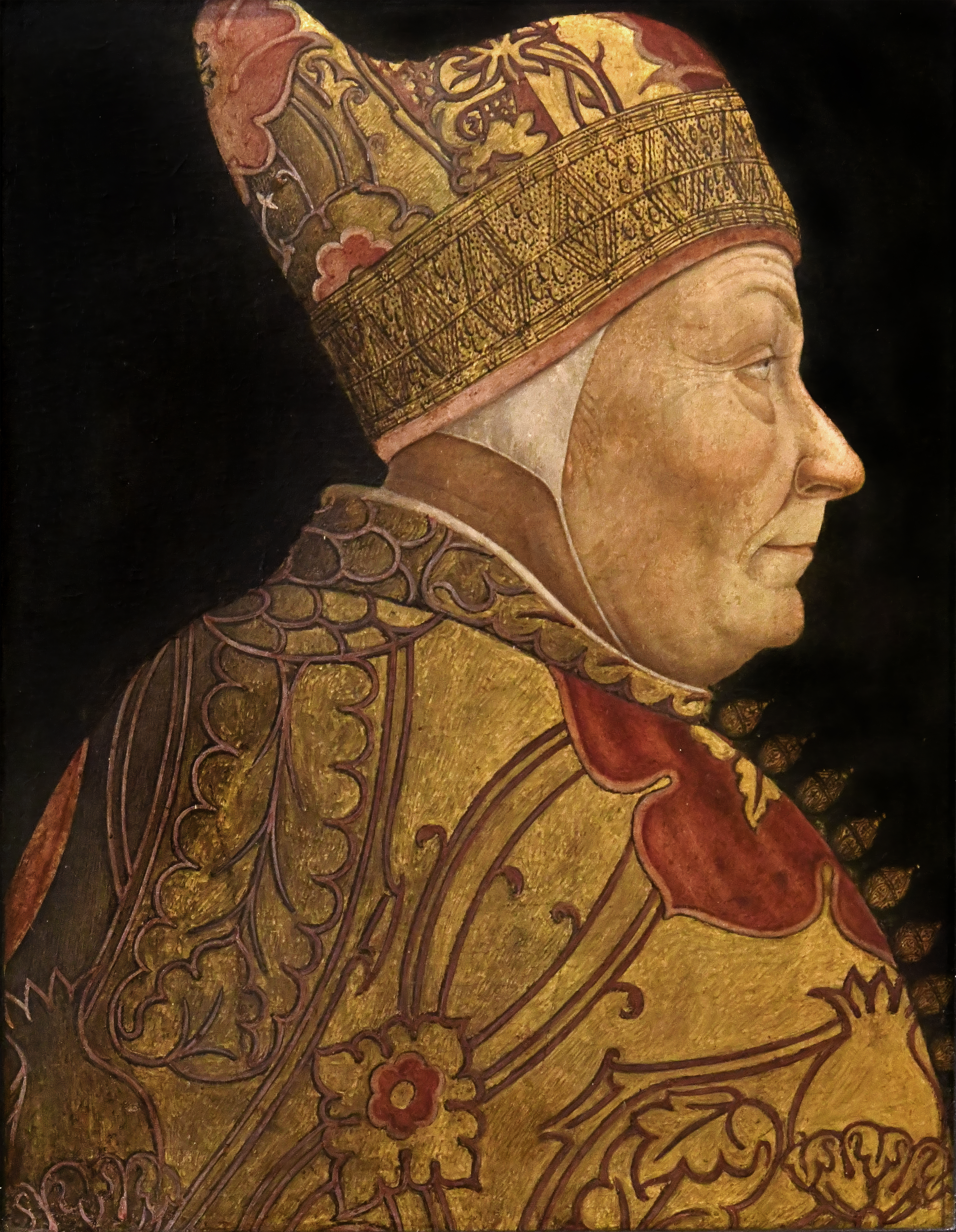
Porträt des venezianischen Dogen Francesco Foscari, 1457–60, Museo Correr, Venedig
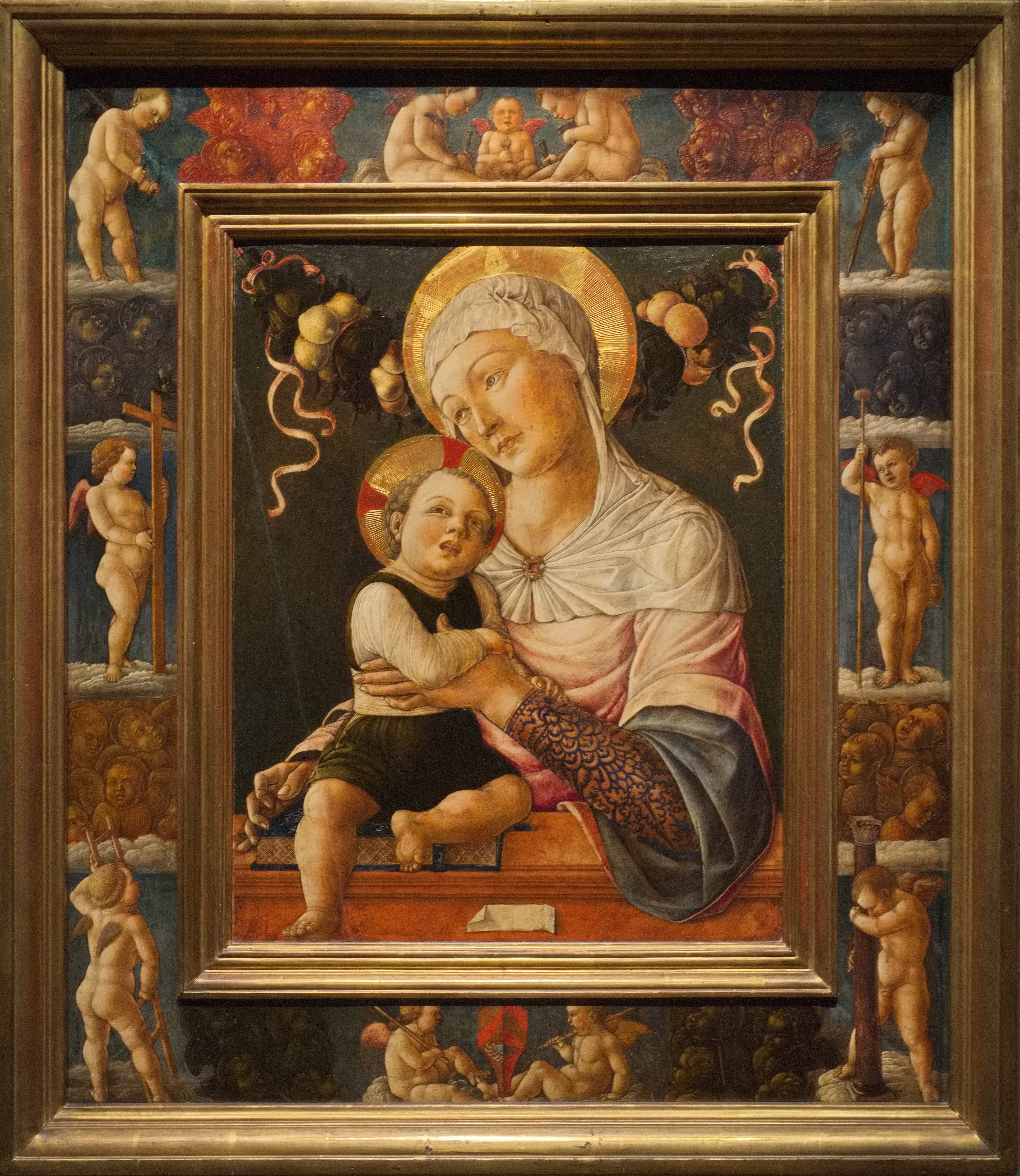
Maria mit dem Kind in einem bemalten Rahmen mit zwölf Spiritelli, um 1465, Gemäldegalerie, Berlin
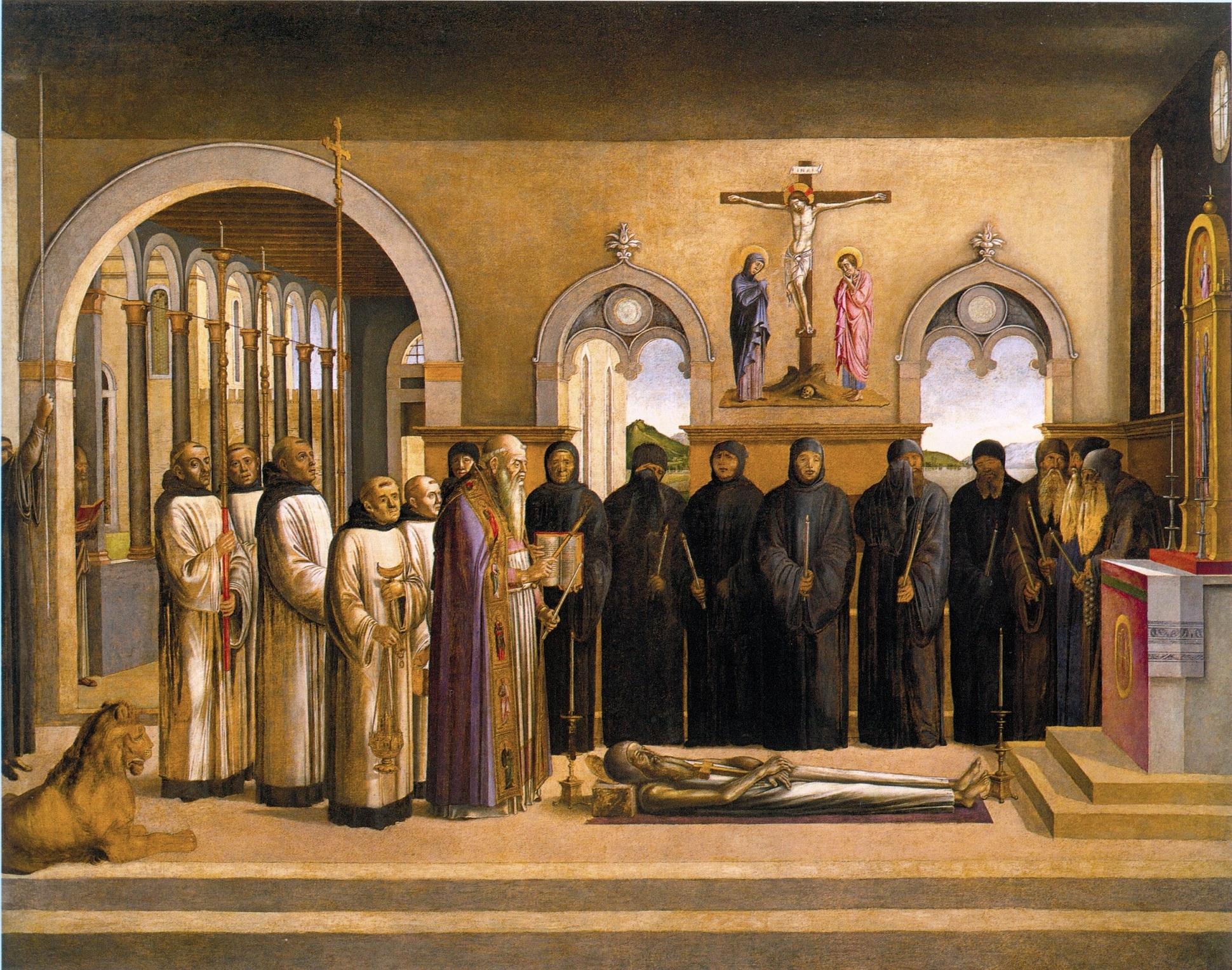
Beerdigung des heiligen Hieronymus, 1470–72, Accademia, Venedig
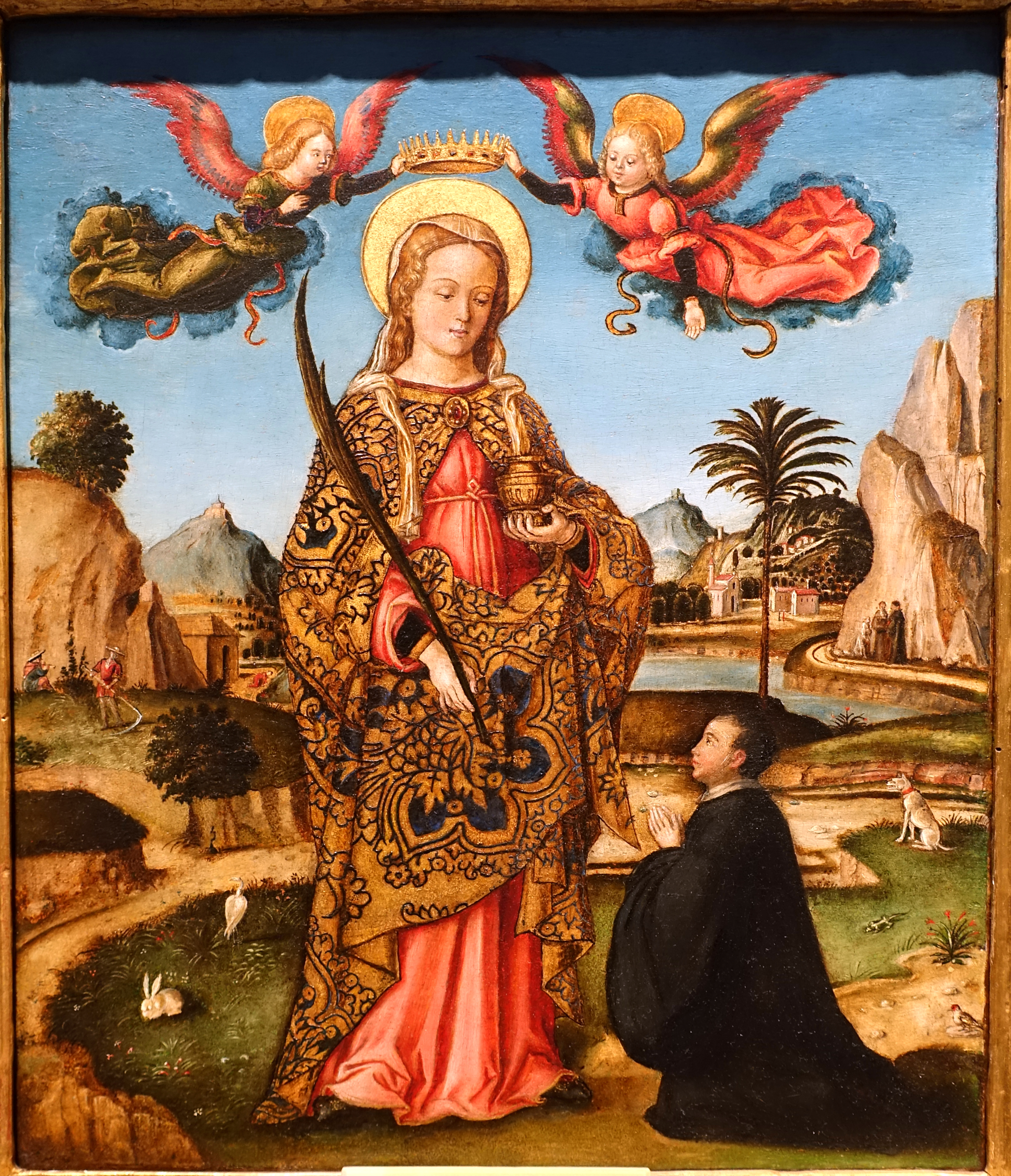
St. Lucia, 1480–90, Portland Art Museum, Oregon, USA
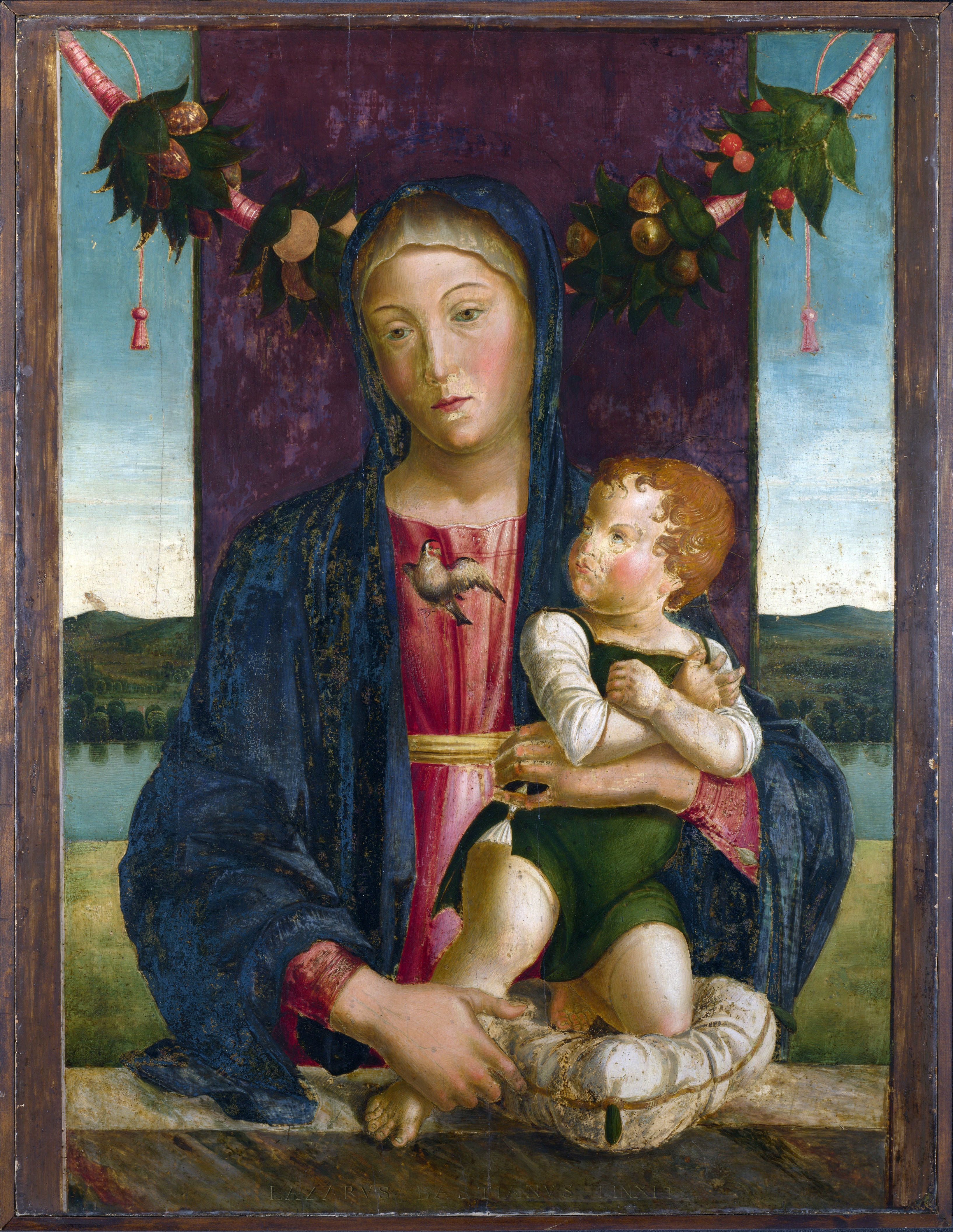
Maria mit Jesus, um 1480/90, National Gallery, London